# Leila Cobo
Leila Cobo es una periodista, escritora, novelista, pianista y presentadora de televisión colombiana. Ella es la directora ejecutiva para contenido y programación latina de la revista Billboard. Presentó y produjo seis temporadas del programa Estudio Billboard, que se emitió en Fox Life y V-Me. El programa presentó críticas y entrevistas con artistas de música latina. Publicó hasta la fecha cinco libros, su primera novela Tell Me Something True se lanzó por Grand Central Publishing (una división de Hachette Book Group) en 2009. El libro tuvo éxito en la crítica y comercialmente que fue traducido en dos idiomas.

## Trayectoria
Cobo nació en Cali, Colombia. Obtuvo una licenciatura en Periodismo de la Pontificia Universidad Javeriana de Bogotá. Obtuvo su segundo título en interpretación de piano de Manhattan School of Music en la ciudad de Nueva York y concertó extensamente. Cobo tuvo una carrera activa como pianista clásica en su país de origen, actuando como solista con la Orquesta Sinfónica de Colombia (Orquesta Sinfónica de Colombia), la Orquesta Sinfónica de Antioquia en Medellín y la Orquesta Sinfónica del Valle del Cauca en Cali, entre otras. También apareció varias veces en la serie de conciertos de Biblioteca Luis Ángel Arango, actuando como solista y en grupos de cámara. La última actuación de Cobo como solista fue interpretar el Concierto para piano N.º 3 de Prokófiev con la Orquesta Sinfónica del Valle. Aunque más tarde actuaría esporádicamente, se dedicó a su carrera de comunicación, obteniendo una beca Fulbright y obteniendo un título en gestión de la comunicación de la Escuela de Comunicación y Periodismo de la USC Annenberg en la Universidad del Sur de California.en el año 2005 participó de jurado internacional en el festival de la canción de viña del mar, rol que volvería a repetir en la edición del año 2020